# Lygippus machadoi
Lygippus machadoi is een hooiwagen uit de familie Assamiidae.